# لويس فوينتيس (مصارع رياضي)
لويس فوينتيس (بالإسبانية: Luis Fuentes)‏ هو مصارع رياضي غواتيمالي، ولد في 27 سبتمبر 1946.

## وصلات خارجية
- لويس فوينتيس على موقع قاعدة بيانات المصارعة الدولية (الإنجليزية)
- لويس فوينتيس على موقع أوليمبيديا (الإنجليزية)